# (32045) 2000 JD28
2000 JD28 (asteroide 32045) é um asteroide da cintura principal. Possui uma excentricidade de 0.21724860 e uma inclinação de 4.70417º.
Este asteroide foi descoberto no dia 7 de maio de 2000 por LINEAR em Socorro.